# Claude Brasseur
Claude Brasseur (ur. 15 czerwca 1936 w Neuilly-sur-Seine, zm. 22 grudnia 2020) – francuski aktor. Za rolę w filmie Jak zrobić słonia w trąbę (1976), otrzymał nagrodę Cezara. Tytułowa rola w dramacie Wojna policji (1979) przyniosła mu drugiego Cezara.

## Filmografia
- 1960: Oczy bez twarzy jako inspektor
- 1964: Amatorski gang jako Arthur
- 1976: Jak zrobić słonia w trąbę jako Daniel
- 1978: Cudze pieniądze jako Chevalier d’Aven
- 1978: Taka zwykła historia jako Serge
- 1979: Wojna policji jako Jacques Fush
- 1980: Prywatka jako François Beretton
- 1982: Prywatka 2 jako François Beretton
- 1986: Zejście do piekieł jako Alan Kolber
- 1971-1973: Nowe przygody Vidocqa (serial telewizyjny) jako Vidocq

## Nagrody
- Cezar
  - 1977: Najlepszy aktor drugoplanowy, za Jak zrobić słonia w trąbę
  - 1980: Najlepszy aktor, za Wojna policji